# Seniorenresidenz am Westpark
Das Seniorenwohnen Westpark ist ein Hochhaus in der Westendstraße 174 in München - Laim/Sendling-Westpark.

## Gebäude
Das Gebäude hat 27 Stockwerke. Mit 87 Metern Höhe ist es das aktuell neunthöchste Gebäude in München. Auf 25 Etagen befinden sich 1- und 2-Zimmer-Appartements für über 400 Seniorinnen und -en. Es liegt in der Nähe des U-Bahnhofs Westendstraße.

## Alten- und Pflegeheim
Das Alten- und Pflegeheim nennt sich Seniorenresidenz am Westpark und wird von einer separaten Betreibergesellschaft, der Seniorenresidenz am Westpark GmbH, geführt. Es wurde 1972 eröffnet und 2001 zuletzt renoviert. Für die insgesamt 426 zugelassene Wohnplätze wird neben der ambulanten Versorgung auch vollstationäre Pflege, auch Kurzzeit- sowie Verhinderungspflege, angeboten.